# 十神真
十神 真（とがみ しん）は日本の男性漫画家。血液型はA型。身長167cm。静岡県出身。主に小学館や竹書房で活動している。

## 作品

### 連載
- LAST PIECE（週刊少年サンデー超 2002年7月25日号 - 2003年2月25日号、小学館）　※別名義
- 営業ノススメ!（原作：若桑一人、ビッグコミックビジネス 2005年4月28日号 - 2006年2月16日号、小学館）
- 正しいパチスロのすすめ（スーパーパチスロ777 2005年12月号 - 2007年9月号、竹書房）
- スロッターハウス（パチスロ実践爆裂テク 2006年7月号・8月号→パチスロランド 2006年9月号 - 2006年2月号、竹書房）
- お姉さんと一緒（パチスロランド 2007年1月号 - 2007年8月号→スーパーパチスロ777 2007年10月号 - 2009年2月号、竹書房）
- ハイパーリアルお雀娘倶楽部（近代麻雀オリジナル 2008年1月号 - 2008年12月号、竹書房）
- 学園カゲキ!（原作：山川進、モバMAN 2008年7月18日 - 2008年12月5日、小学館、全1巻）
- 殿さまの七本槍（ヤングコミック 2009年3月号 - 2010年4月号、少年画報社、全2巻）
- スロネットたかねちゃん（スーパーパチスロ777 2009年5月号 - 2009年10月号、竹書房）
- 桃色兵姫スピン（モバMAN 2009年7月17日 - 2011年8月5日、小学館、全4巻）
- たまふり（Dokiッ! 2009年8月号 - 2010年5月号、竹書房、全1巻）
- 今日も天使のお仕事中!!（漫画パチンロ777 2010年11月号 - 2012年5月号、竹書房）
- ふだじょ!〜乙女召喚脱衣大戦〜（モバMAN 2011年11月18日（読み切り版）・2012年5月18日 - 2014年10月4日、小学館、全5巻（4巻以降は電子書籍のみ））
- 追放された不遇職『テイマー』ですが、2つ目の職業が万能職『配合術師』だったので俺だけの最強パーティを作ります（原作：志鷹志紀、コミックノヴァ 2024年7月26日 - 連載中、一二三書房、既刊2巻）

### 読切
- BREAK THROUGH（少年サンデー特別増刊R 2000年1月10日号、小学館）　※別名義
- アクア・マリン（週刊少年サンデー超 2001年2月25日号、小学館）　※別名義
- 近鉄タフィ・ローズ物語 フィールド・オブ・ドリームス In OSAKA（週刊少年サンデー超 2001年11月25日号、小学館）　※別名義
- ぴんぽん'（週刊少年サンデー超 2002年3月25日号、小学館）　※別名義
- 入来兄弟物語〜俺達は燃えつきない！〜（週刊少年サンデー 2002年16号、小学館）　※別名義
- ぱちすろにほんむかしばなし（スーパーパチスロ777 2005年10月号、竹書房）
- シンプルに行こう!（ゴルフレッスンマガジンvol.1、竹書房）
- 鉄幹スクランブル（週刊少年サンデー超 2007年9月25日号、小学館）
- 姉貴のヒミツ（月刊ドラゴンエイジ 2010年4月号、富士見書房）

### アダルトゲーム
- 凌辱スカウト〜アイドル独占契約〜 （原画）

### イラスト・挿絵
- 小学館新人コミック大賞サイト内「新コミまんが家養成講座」用カット

### 単行本
- マンガでわかる微分積分（著：小島寛之、制作：ビーコム）

## 師匠
- 忍野慶殊
- 武村勇治